# Csokad
Csokad (horvátul: Čokadinci, 1931 és 1948 között Budimački Petrovac) falu Horvátországban, Eszék-Baranya megyében. Közigazgatásilag Csepinhez tartozik.

## Fekvése
Eszéktől 19 km-re délnyugatra, községközpontjától 10 km-re nyugatra, Szlavónia középső részén, a Szlavóniai-síkságon, Čepinski Martinci és Poganovci között fekszik. 

## Története
A régészeti leletek tanúsága szerint területe már az őskorban lakott volt. Ezt igazolják a „Husin špic” és „Košnjak” lelőhelyeken előkerült újkőkorszaki és kőrézkori leletek. 
Első írásos említése 1433-ban „Chokad” alakban történt, ahol a Kórógyi család birtokai között sorolják fel. Neve a magyar „csóka” főnév „d” helynévképzős alakja. A középkori falu valószínűleg a török időkben pusztult el.
A mai település a 19. században mezőgazdasági majorként tűnik fel „Čokadina pusta” néven. 1890-ig „Čokadina”, 1890-től 1934-ig „Čokadinci”, 1931-től 1948-ig „Budimački Petrovac” volt a neve. A településnek 1880-ban 3, 1910-ben 32 lakosa volt. Verőce vármegye Eszéki járásának része volt. Az 1910-es népszámlálás adatai szerint lakosságának 75%-a magyar, 19%-a német, 6%-a horvát anyanyelvű volt. Az első világháború után 1918-ban az új szerb-horvát-szlovén állam, majd később (1929-ben) Jugoszlávia része lett. A falu 1991-től a független Horvátországhoz tartozik. 1991-ben lakosságának 72%-a szerb, 12%-a horvát, 10%-a jugoszláv nemzetiségű volt. 2011-ben a falunak 173 lakosa volt.

## Lakossága
| Lakosság változása | Lakosság változása | Lakosság változása | Lakosság változása | Lakosság változása | Lakosság változása | Lakosság változása | Lakosság változása | Lakosság változása | Lakosság változása | Lakosság változása | Lakosság változása | Lakosság változása | Lakosság változása | Lakosság változása | Lakosság változása |
| ------------------ | ------------------ | ------------------ | ------------------ | ------------------ | ------------------ | ------------------ | ------------------ | ------------------ | ------------------ | ------------------ | ------------------ | ------------------ | ------------------ | ------------------ | ------------------ |
| 1857               | 1869               | 1880               | 1890               | 1900               | 1910               | 1921               | 1931               | 1948               | 1953               | 1961               | 1971               | 1981               | 1991               | 2001               | 2011               |
| 0                  | 0                  | 3                  | 4                  | 3                  | 32                 | 34                 | 207                | 631                | 373                | 369                | 274                | 252                | 252                | 183                | 173                |

(1931-ig Čepinski Martinci részeként.)

## Gazdaság
A helyi gazdaság alapja a földművelés, a szőlőtermesztés és az állattartás.

## Sport
NK Gibarac 95 Čokadinci labdarúgóklub